# Retiro (Buenos Aires)
Retiro es un barrio oficial de la Ciudad Autónoma de Buenos Aires, Argentina, perteneciente a la Comuna 1. Según el censo de 2010, tiene una población de 65.413 habitantes.
Está delimitado por la Avenida Córdoba y las calles Cecilia Grierson, Uruguay, Montevideo, Juan Facundo Quiroga, prolongación virtual de Juan Biblioni, Avenida Ramón Castillo, Acceso Wilson y el Río de la Plata. Limita con los barrios de Puerto Madero al sureste, San Nicolás al sur, Recoleta al oeste y con la zona portuaria al noreste. 
El barrio abarca una zona de oficinas lindera con el área conocida como la City, centro financiero de Buenos Aires, y otra de perfil marcadamente residencial con edificaciones de alta categoría que a menudo es considerada parte del informal Barrio Norte. No obstante, también dentro de los límites formales de Retiro se encuentra la Villa 31, uno de los mayores asentamientos precarios de Buenos Aires, extendido sobre terrenos ferroviarios y portuarios. 
Retiro se caracteriza asimismo por ser un importante nodo de transporte, con tres estaciones de trenes y otra de subterráneos donde convergen varias líneas ferroviarias metropolitanas, además de numerosas líneas de colectivos y ómnibus de larga distancia. En cercanías del centro de transporte se ubica un área administrativa donde funcionan varias dependencias judiciales. La Plaza San Martín es uno de sus principales espacios verdes y uno de los más tradicionales de Buenos Aires. 
La zona fue en el pasado la puerta de entrada a Buenos Aires de millones de inmigrantes que llegaron al país entre fines del siglo XIX y la Segunda Guerra Mundial, alojándose transitoriamente en el Hotel de Inmigrantes que hoy funciona como museo.

## Historia
Las tierras que hoy conforman el barrio de Retiro fueron originalmente un descampado que se encontraba lejos del lugar de fundación de la Buenos Aires de Juan de Garay (en 1580), en la actual Plaza de Mayo.
Sobre el origen de su nombre, existen versiones variadas que no son fáciles de respaldar con documentos, debido a que se remontan algunas a la primera fundación de la ciudad, en 1536. Según esta hipótesis, con el adelantado Pedro de Mendoza llegó un criminal llamado Sebastián Gómez, quien luego de cometer un asesinato terminó retirándose a un paraje solitario, adonde construyó una ermita y se redimió entregándose a la religión y emplazando una gran cruz que dominó el área. Así, al llegar Garay a fundar nuevamente la ciudad, cincuenta años después, su expedición habría encontrado la cruz en pie.
Otra versión, sostiene que la cruz fue puesta por la expedición de Garay para marcar el límite del ejido de la nueva ciudad, dominando un paisaje desolado. Lo cierto es que la cruz figura documentalmente en el plano de la mensura de Buenos Aires realizado en 1608, con el nombre de Ermita de San Sebastián, coincidiendo con el del presunto ermitaño de la expedición de Mendoza. Allí, se habrían realizado retiros espirituales, y por eso el nombre del barrio. En 1678, el gobernador José de Garro propuso mudar el Fuerte de la ciudad a la ubicación privilegiada que tenía la barranca de la ermita sobre el río.
Como tercer hecho histórico relacionado con el origen del nombre, se dio que en 1692 el gobernador Agustín de Robles compró 300 varas cuadradas en la meseta, en el lugar de la actual Plaza San Martín. Allí, construyó su quinta de veraneo El Retiro, que se destacó entre la humildad que entonces tenían las casas del poblado, teniendo 39 habitaciones y 3 salas con techos de madera de cedro, con un total de 51 puertas, 12 escaleras, 7 ventanas con rejas de hierro y dependencias anexas. En 1703, ya esta casona era propiedad del comerciante Miguel de Riglos, que tenía su vivienda junto al Cabildo porteño, así el paraje pasó a llamarse la Quinta de Riglos.
En 1718, la residencia fue vendida a una compañía inglesa vendedora de esclavos africanos, la Compañía del Mar del Sur (South Sea Company), beneficiada por el Reino de España con el Tratado de Utrecht. En 1739, la quinta fue expropiada, y en 1761 fue destinada a cuartel del regimiento de Dragones, de forma que diez años después las construcciones se encontraban muy deterioradas. En 1787, el superintendente Francisco de Paula Sanz permitía nuevamente el establecimiento de una compañía esclavista.

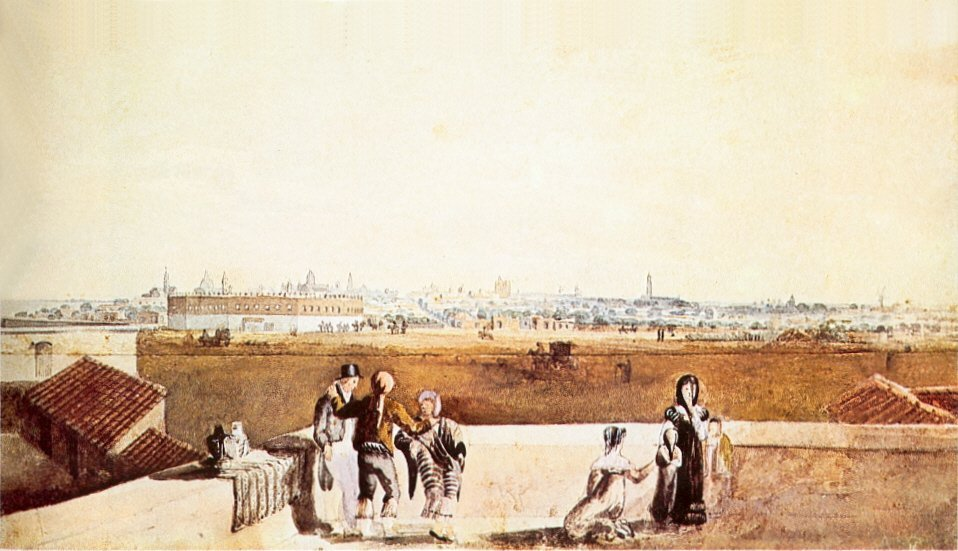
La Plaza de Toros, vista hacia 1820.

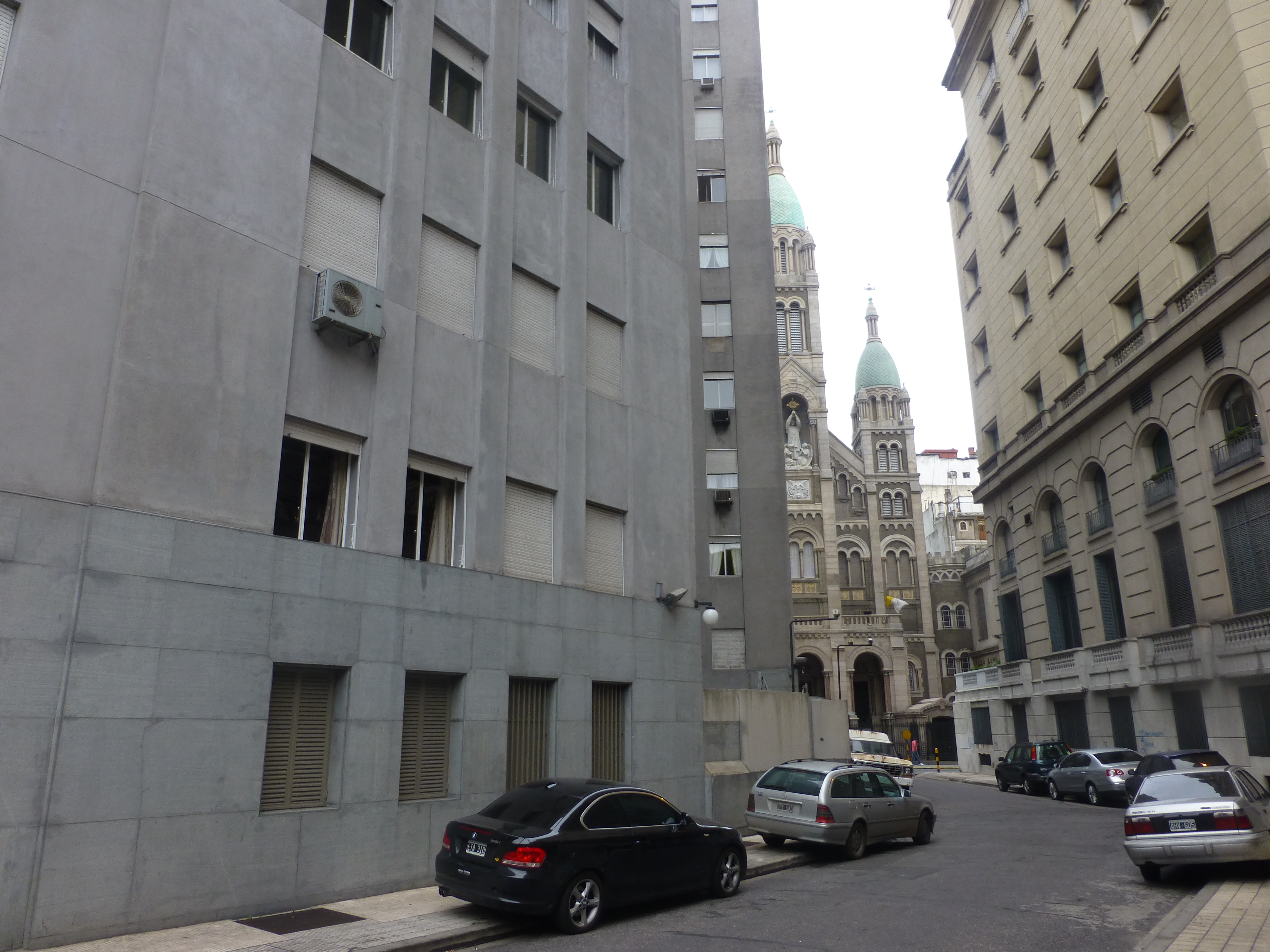
El Pasaje Kavanagh, ubicado frente a la Plaza San Martín.

En 1800, luego de la demolición de la primera Plaza de Toros que tuvo Buenos Aires (que se encontraba en las actuales avenidas 9 de Julio y Belgrano), el brigadier José Custodio de Saa y Faría proyectó una nueva Plaza de Toros, que ocupó el lugar de la ruinosa Quinta del Retiro. Con capacidad para 10 000 espectadores, tenía influencias de la arquitectura morisca, y quedó retratada en una acuarela de 1817. La distancia que existía entre el paraje del Retiro y el centro de Buenos Aires llevó a empedrar la actual calle Florida, que fue así la primera pavimentada de la ciudad.
En 1806, durante la Primera invasión inglesa, las tropas de la reconquista dirigidas por Santiago de Liniers se concentraron en la Plaza de Toros. Un año más tarde, con el regreso inglés, las tropas de la resistencia porteña fueron bombardeadas por los británicos y derrotadas en la Plaza de Toros, pero finalmente los locales recuperaron el dominio de la ciudad, y luego de la batalla se ordenó que el paraje se llamara Campo de la Gloria. En esos años, dragones, húsares y finalmente los granaderos de José de San Martín utilizaron el lugar para instalar sus cuarteles.
En 1822, la deteriorada Plaza de Toros fue demolida, y aprovechando sus materiales se construyó allí el Cuartel de Artillería, con talleres para la maestranza, dividida en las secciones de carpintería y herrería, depósitos de pólvora y almacenes de materiales. Se encontraba paralelo a la actual calle Arenales, sobre la actual Plaza San Martín. Así, se nombró al lugar Campo de Marte. Luego de 1852, las tropas de Justo José de Urquiza utilizaron los cuarteles.
En 1856, la compañía Jannet Hnos. instaló en la barranca la Compañía Primitiva de Gas, que proveyó con tuberías de loza a la ciudad de este insumo utilizado para el alumbrado público. Un hecho trágico sucedió en 1864, cuando el arsenal del Parque de Artillería estalló y dañó gravemente el cuartel. Sin embargo, el edificio fue reconstruido y se le agregó un primer piso, que sobrevivió hasta 1891. Ese año, fue demolido para instalar en su lugar el Pabellón Argentino, una lujosa estructura de hierro y vidrio diseñada por el francés Albert Ballú para alojar a la representación argentina en la Exposición Universal de París de 1889. Desmontado, trasladado en barco a Buenos Aires y reconstruido en la Plaza San Martín, el fastuoso pabellón fue Museo de Bellas Artes hasta 1933, y entonces fue demolido definitivamente para extender la plaza hasta la Avenida Leandro Alem.
Por otro lado, en 1857 se había autorizado la construcción de un ferrocarril que uniera Buenos Aires con la localidad de San Fernando. Inaugurado por el presidente Mitre en 1862, el Ferrocarril del Norte partía de una rústica estación en el Retiro, y un año después fue extendido hasta la nueva estación Central, junto a la futura Casa Rosada. 
En 1860, el ingeniero José Canale diseñó el parquizamiento del Campo de Marte, que en 1862 recibió la primera estatua ecuestre de Buenos Aires, dedicada al General San Martín. En 1866, Emilio Bieckert iniciaba la construcción de su fábrica de cerveza, en la actual calle Esmeralda, con altas chimeneas que se veían desde la costa.
Durante las siguientes décadas, el barrio comenzó a crecer; recibió un especial impulso luego de la epidemia de fiebre amarilla de 1871, que impulsó a las familias tradicionales a abandonar sus casas en el centro de la ciudad para instalarse en sus quintas de las afueras, adonde más tarde comenzarían a construir residencias cada vez más lujosas, al tiempo que aumentaban sus fortunas gracias a la relación comercial que la Argentina generó con Gran Bretaña.
En 1874, la plaza fue remodelada por Eugène Courtois y en 1878 se le impuso su nombre actual, en homenaje al general José de San Martín. La plaza fue ampliada en 1933; absorbió la antigua barranca y se unió con la Plaza Fuerza Aérea Argentina (antigua Plaza Británica). En 1916, se construyó la actual Torre Monumental, donada por el Reino de Gran Bretaña por los cien años de la declaración de la independencia argentina.
El 17 de marzo de 1992 se produjo el atentado a la Embajada de Israel, destruida por una bomba. Actualmente, el terreno donde se emplazaba la embajada ha sido convertido en plaza.

## Sitios de interés

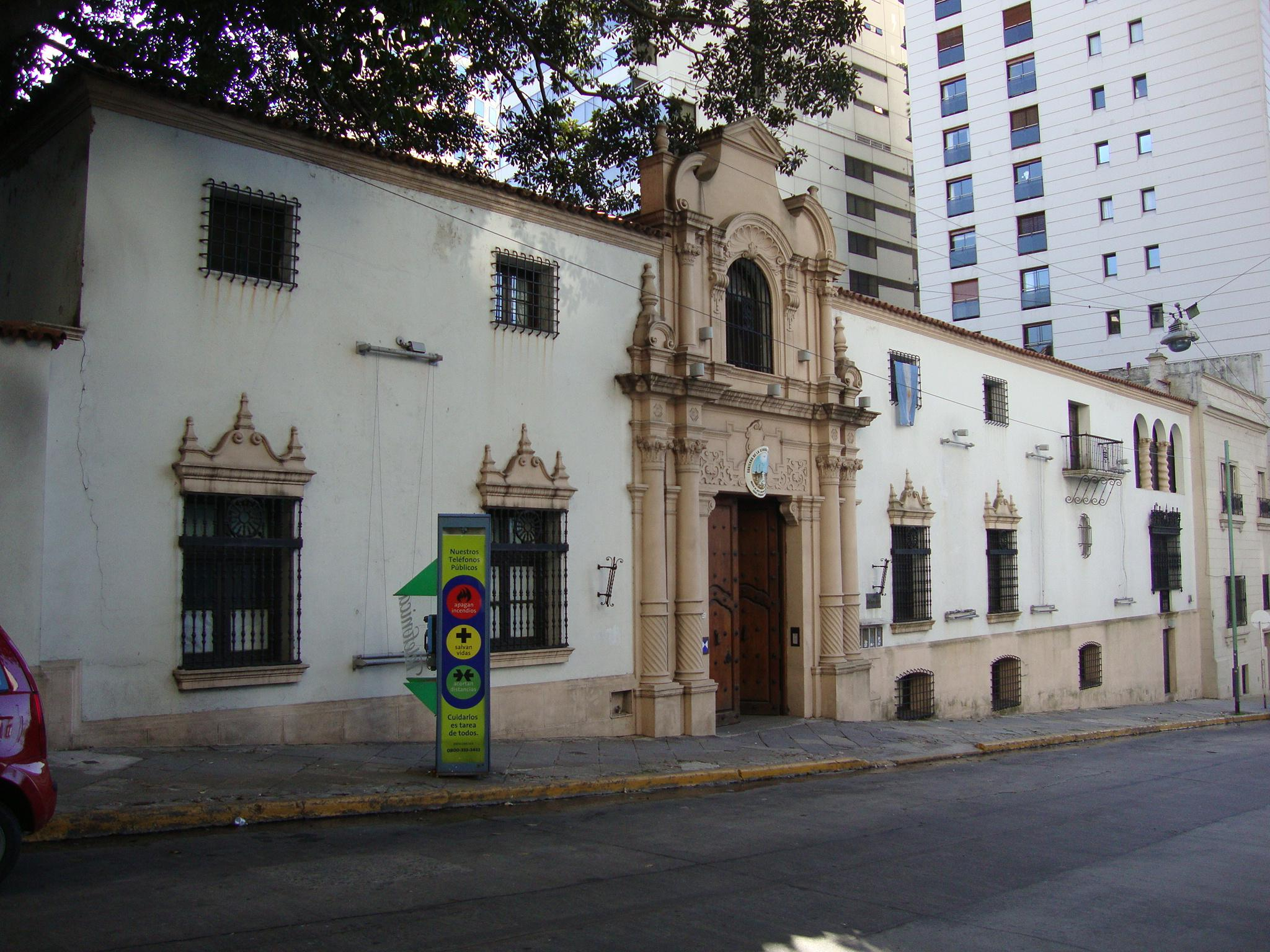
Museo de Arte Hispanoamericano Fernández Blanco

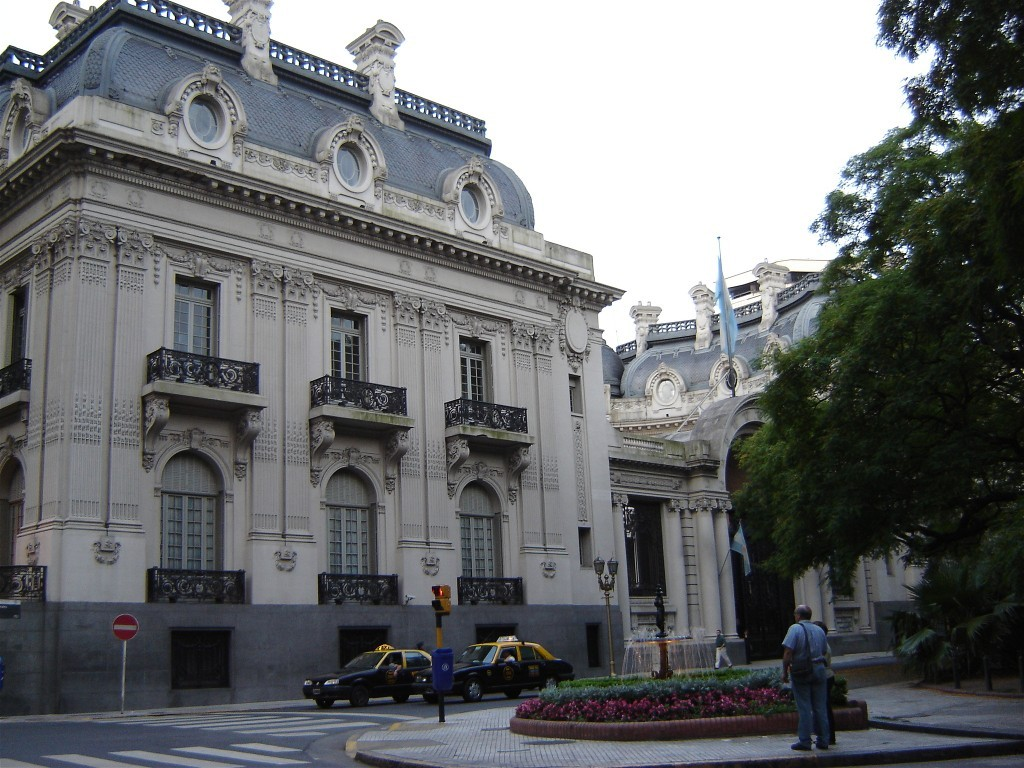
Palacio San Martín

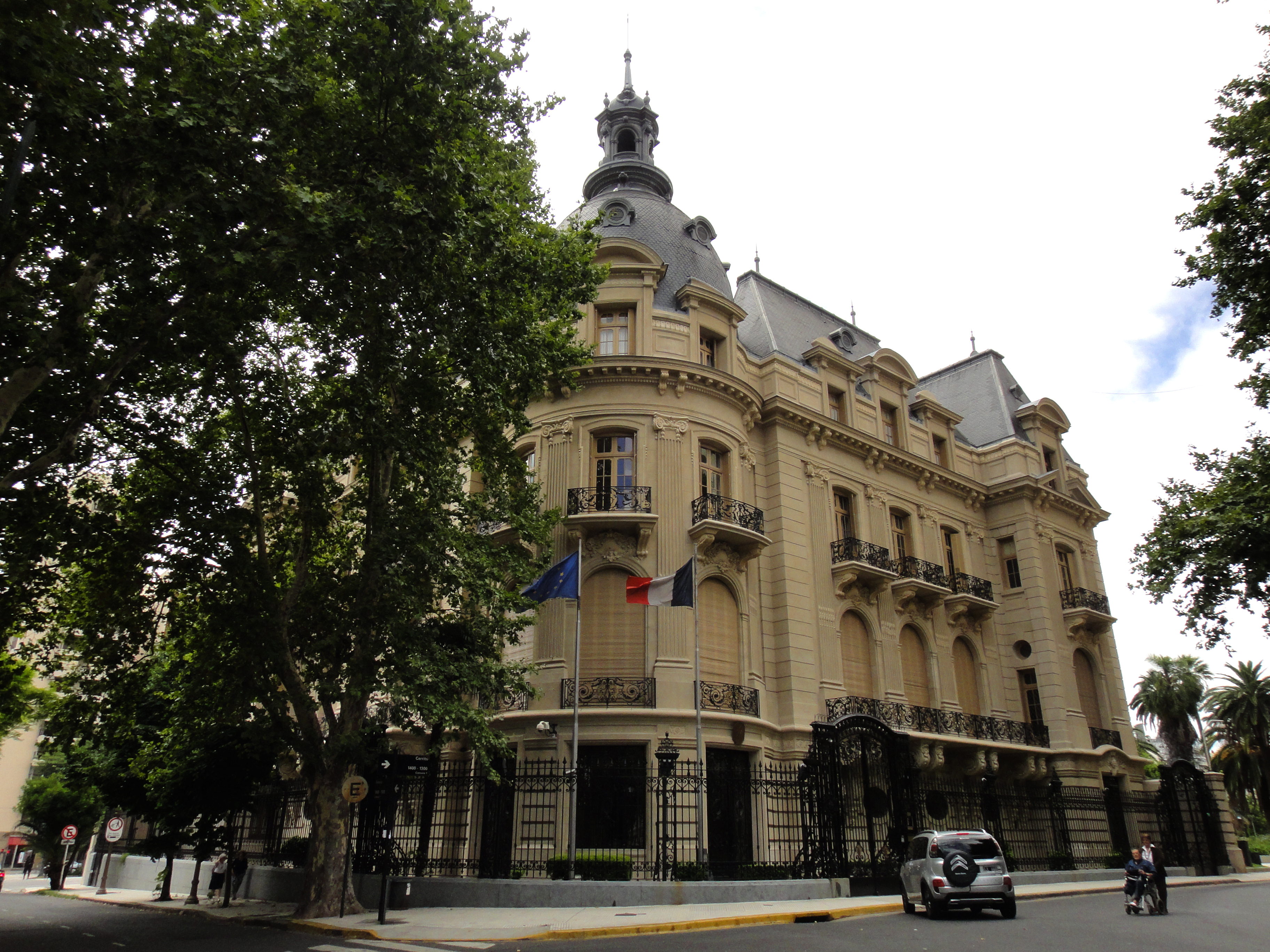
Embajada de Francia

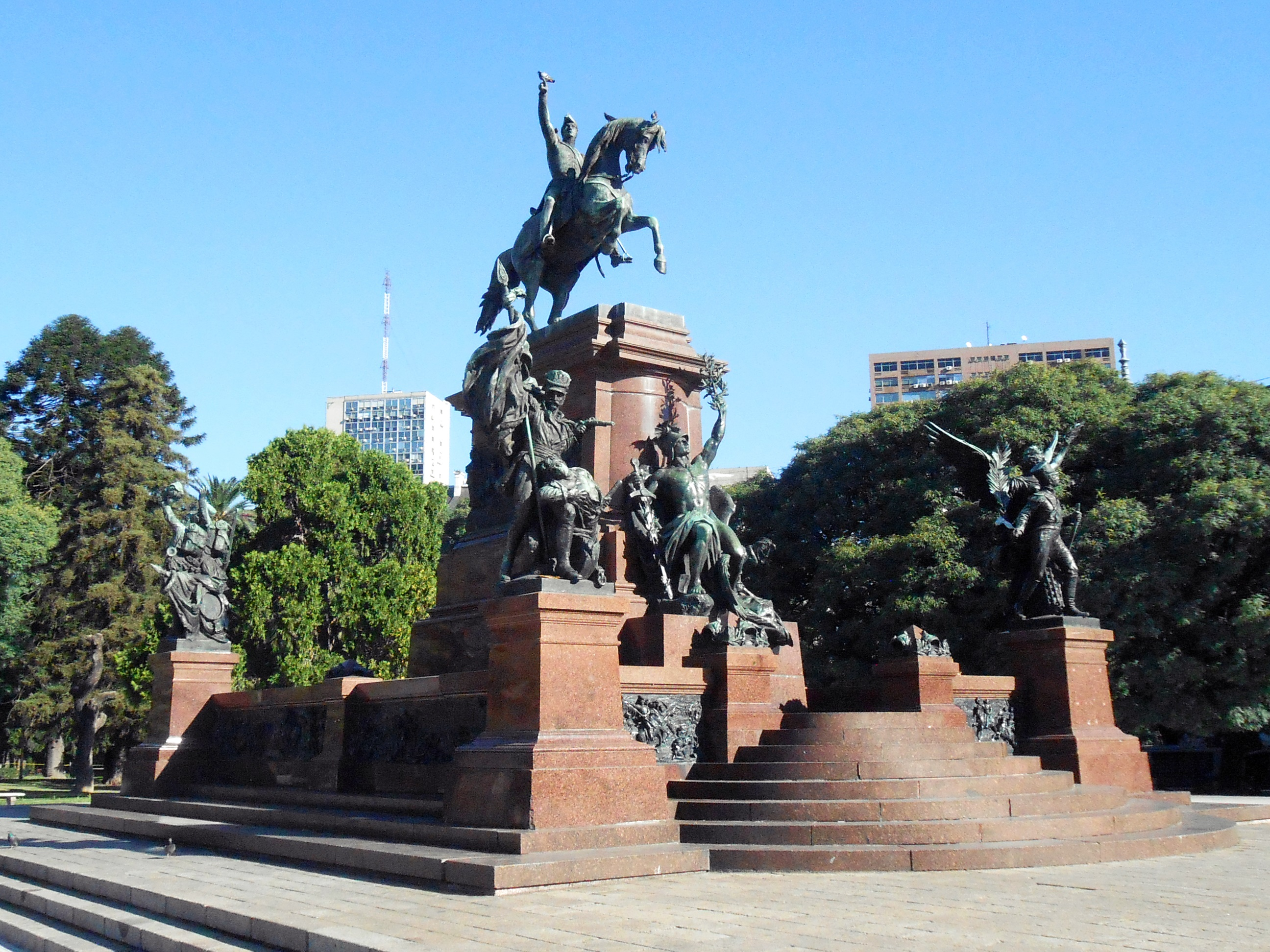
Estatua de San Martín en la Plaza General San Martín

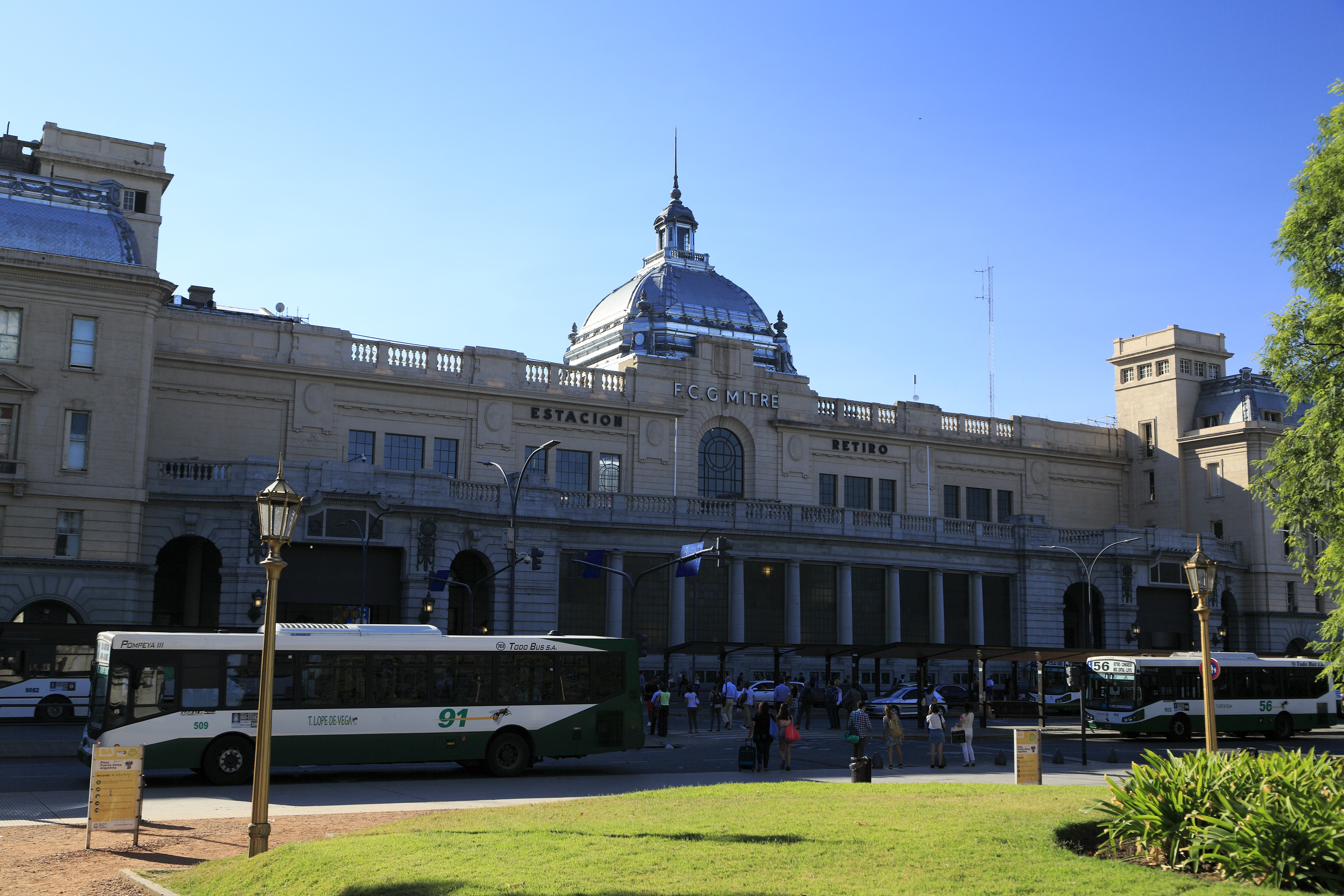
Estación Retiro Mitre

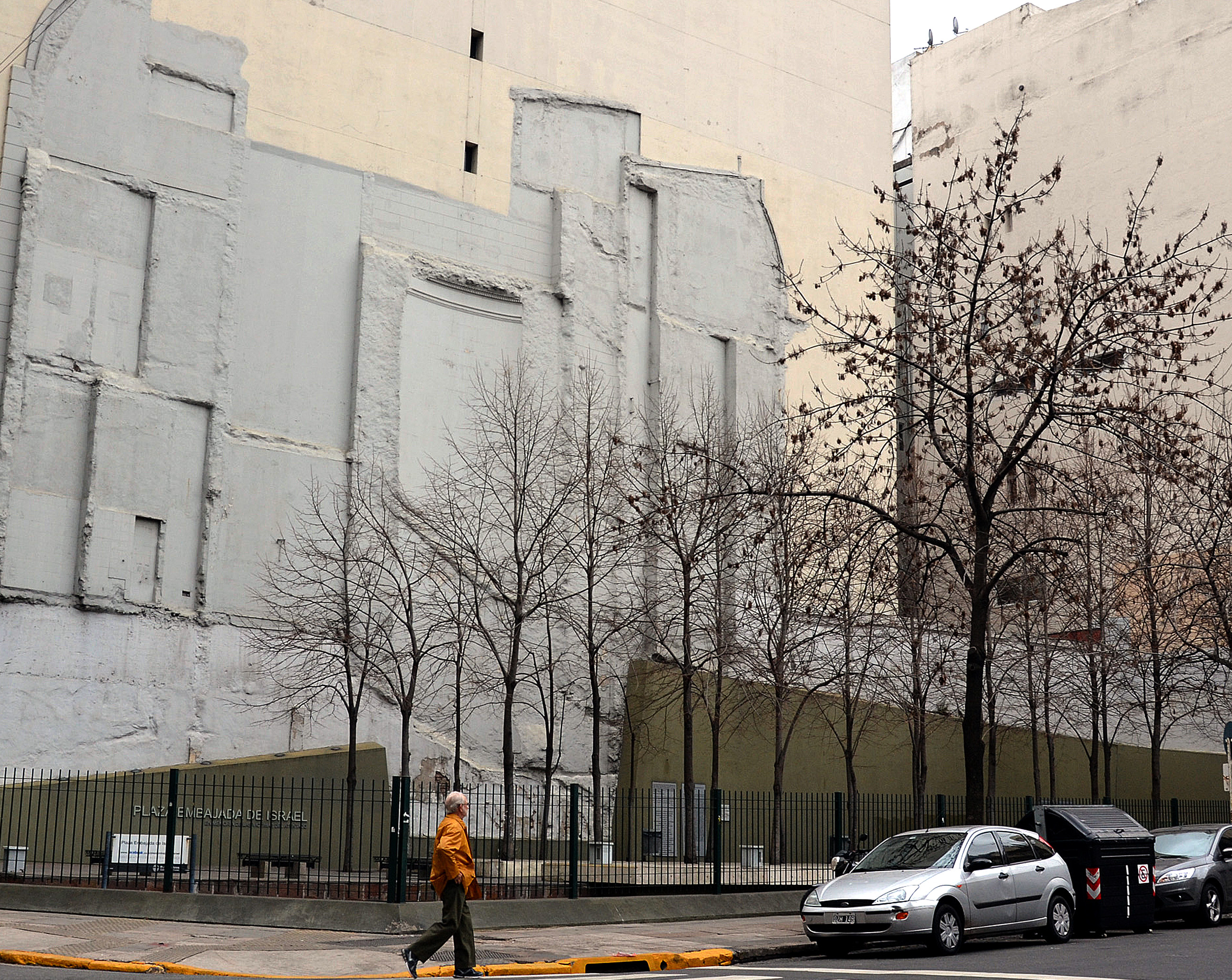
Plaza Embajada de Israel

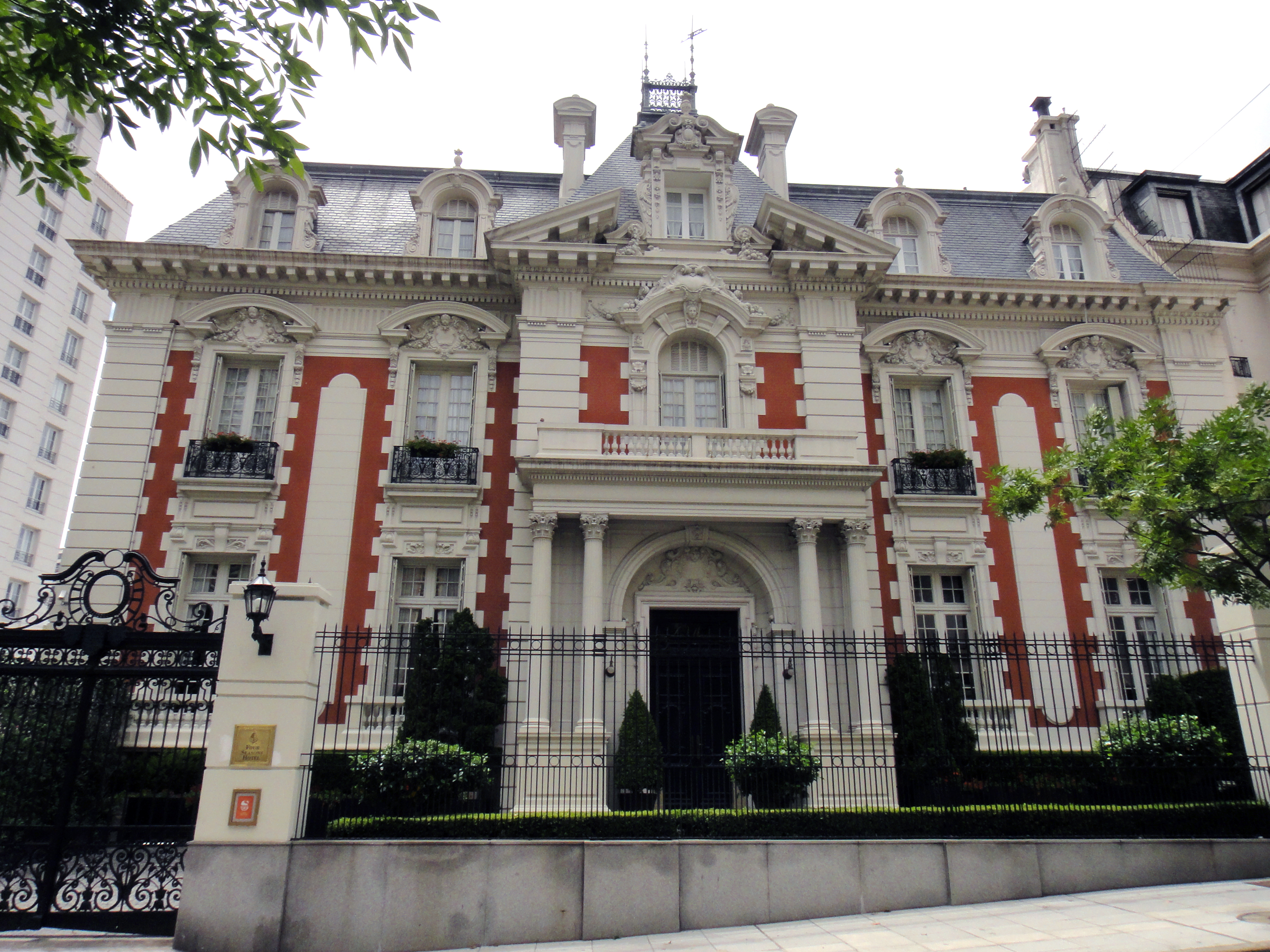
Palacio Álzaga Unzué

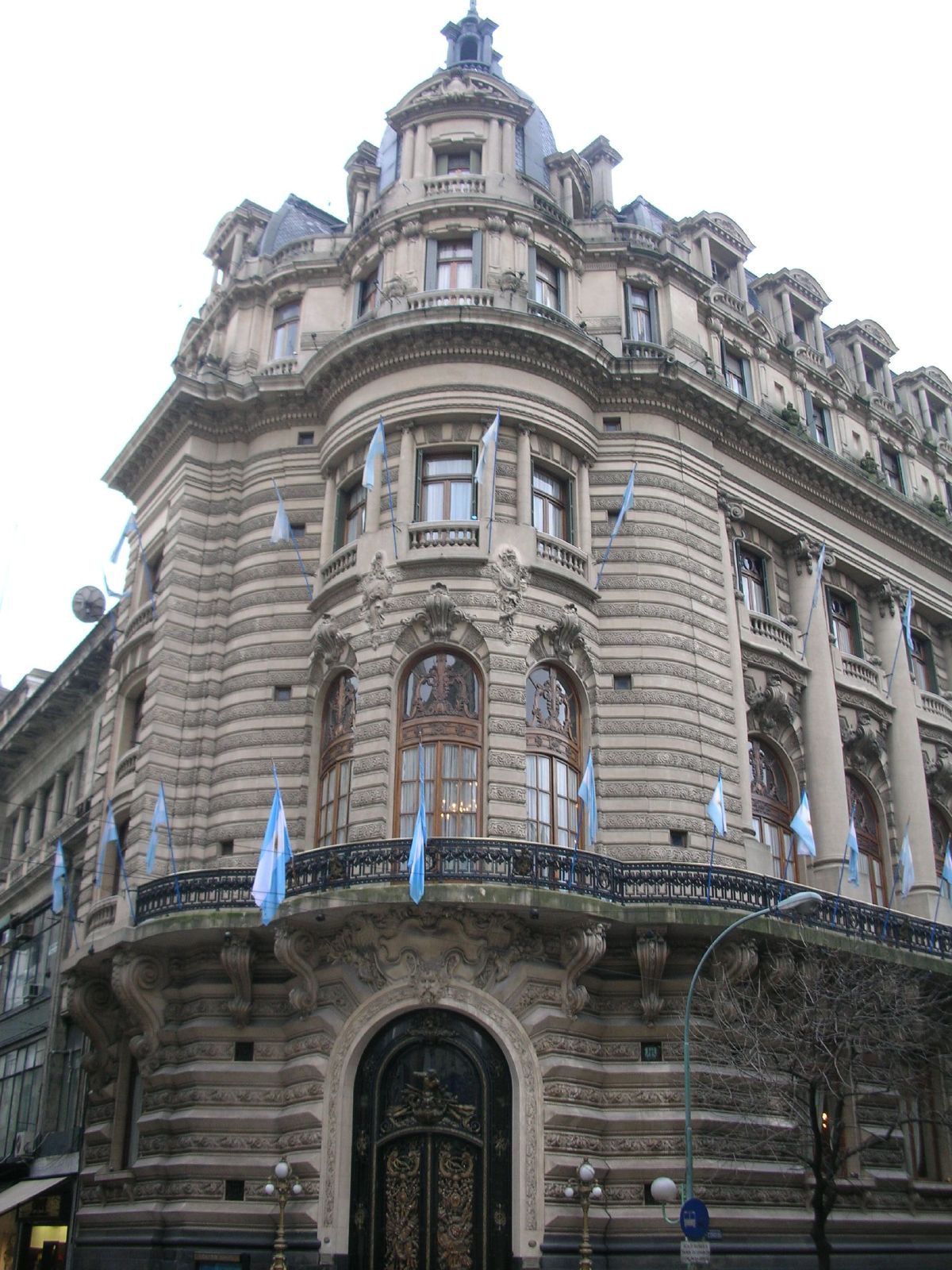
Centro Naval

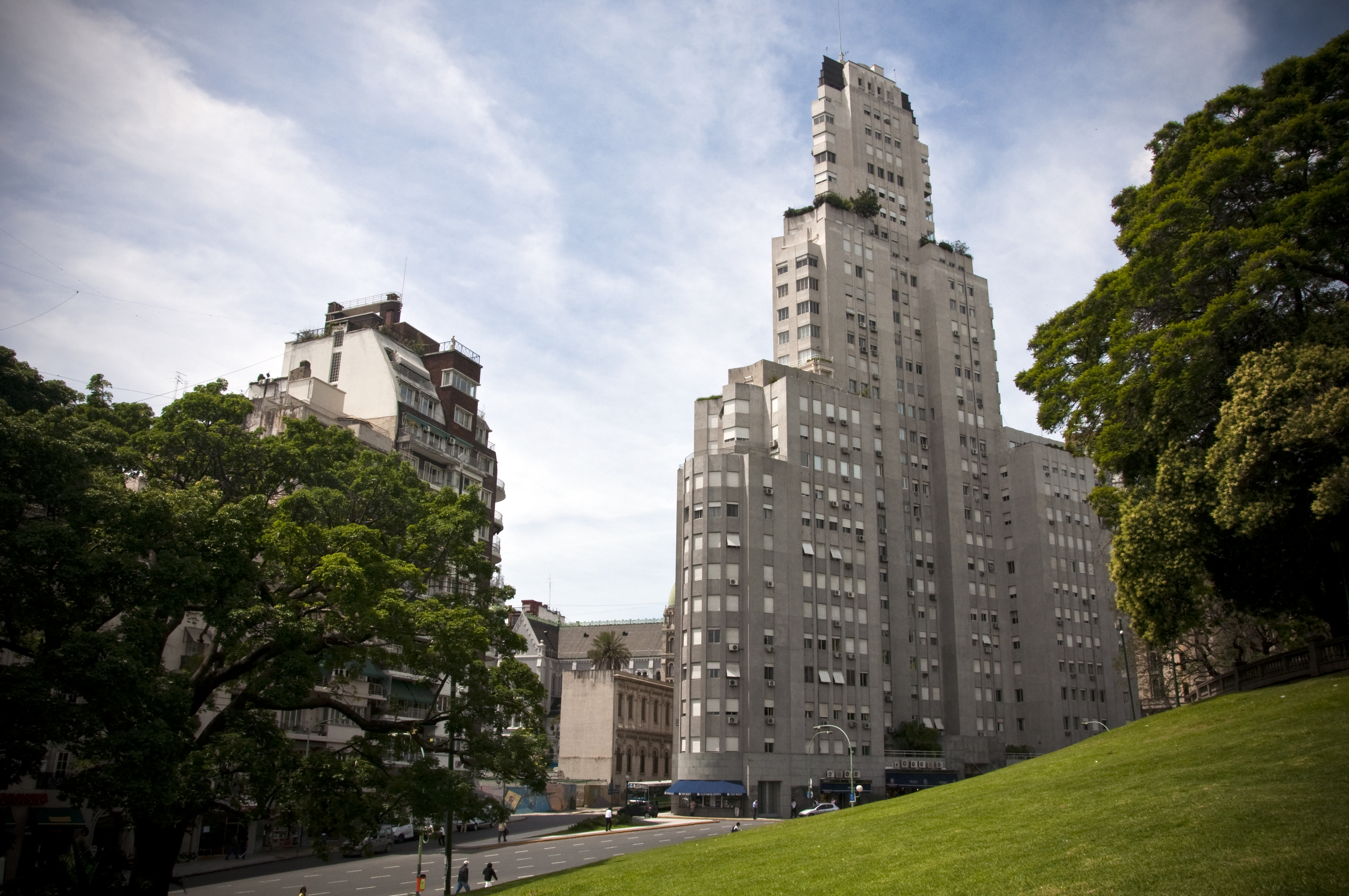
Edificio Kavanagh

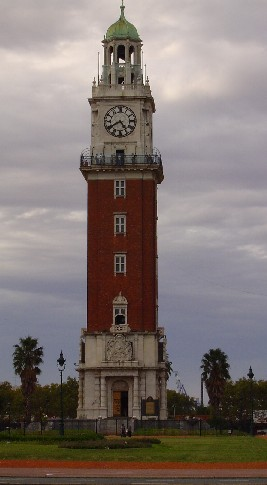
La Torre Monumental, también conocida como Torre de los Ingleses

### Museos
Museo Nacional Ferroviario
Es un núcleo cultural que posee un edificio histórico patrimonial con exhibiciones de objetos, maquinarias, locomotoras, coches y un Centro de Estudios Históricos Ferroviarios. Se dedica a preservar el patrimonio del circuito de producción ferroviaria, relacionado con la historia argentina.
Museo de Arte Hispanoamericano
Es un exponente del movimiento “neocolonial” en la Argentina. Sus salas brindan un panorama de los ámbitos culturales sudamericanos. Sus jardines son de inspiración española. Consta de platería, imaginería y mobiliario iberoamericano de los siglos XVI al XIX. Documentos, libros, ornamentos religiosos, grabados, cerámica, indumentaria civil y accesorios femeninos. Se destaca también su importante colección de instrumentos musicales notables.
Museo de Armas de la Nación
En su interior se puede recorrer una completa colección de armas que abarca los períodos de la Edad Media hasta la actualidad.

### Plazas
Plaza General San Martín
Es el principal espacio verde en el barrio de Retiro. Inaugurada en 1862 donde antes había existido una plaza de toros, fue declarada Lugar Histórico Nacional en 1942.
Plaza Fuerza Aérea Argentina
Se encuentra rodeada por las calles San Martín y Av. del Libertador. En ella se encuentra la Torre Monumental (ex Torre de los Ingleses), y alberga además la estación Retiro de la línea C del Subte de Buenos Aires y frente a ella la estación de trenes de Retiro.
Plaza Libertad
Se trata de una de las plazas más antiguas de Buenos Aires, 
Plaza Embajada de Israel
Actualmente el sitio en el que se encontraba la embajada de Israel ha sido preservado como un sitio para la memoria. Allí se ha preservado una parte del muro original de la embajada; los nombres de los Fallecidos han sido colocados en una placa y se plantaron dos líneas de tilos, cada uno de ellos simbolizando de una manera firme de recordar a cada una de las personas fallecidas. También allí se encuentra el monumento a las víctimas y al Estado de Israel por el atentado. 
Plaza Canadá
La plaza fue coronada por un tótem kwakiutl, tallado por Henry y Tony Hunt, indígenas del norte de la isla de Vancouver. El tótem fue un regalo de Canadá a Buenos Aires. El que llegó a Buenos Aires, era un poste de tipo conmemorativo y heráldico, perteneciente al clan Geeksem de la tribu Kwakiutl.

### Edificios y arquitectura
Palacio San Martín
El palacio contiene muchas obras de arte de artistas argentinos y americanos del siglo XX, como Antonio Berni, Pablo Curatella Manes, Lino Enea Spilimbergo y Roberto Matta; además, se encuentran en él una colección de arte precolombino y una biblioteca especializada en derecho internacional y de historia de las relaciones internacionales. Asimismo, funciona allí el Museo de la Diplomacia Argentina. Es considerado monumento histórico nacional.
Palacio Paz
En la inmensa residencia, se destacan principalmente lujosos ambientes, finamente decorados y amoblados, como el Gran Comedor de Honor, la Gran Galería de Honor, el Gran Hall de Honor, la Sala de Estar, el Salón de Baile, el Segundo Comedor y la Sala de Música.
Palacio Estrugamou
El edificio de ocho plantas, con una cubierta mansarda de pizarra negra en estilo academicista francés, se inauguró en 1929. El tratamiento formal fue pensado por los arquitectos para dar al edificio el aspecto de una gran residencia privada unitaria, vista desde la calle, con sus chimeneas, mansarda, basamento de piedra, grandes molduras y pilastras de capitel clásico de tres pisos de altura. 
Palacio Pereda
El palacio tiene características de la arquitectura del siglo XVIII y XIX. Son predominantes los salones amplios en el palacio, los cuales se encuentran en el primer piso; tienen los techos pintados por el artista catalán José María Sert, que enriquecen los espacios.
Edificio Kavanagh
Inaugurado en 1936, con sus 120 metros fue en su momento el edificio de hormigón armado más alto de Sudamérica y el primer edificio para viviendas de Buenos Aires que contó con equipo de aire acondicionado centralizado provisto por la firma estadounidense Carrier y con un sistema de calefacción central por calderas. Posee una forma similar a la proa de un barco, y por la orientación del edificio da lugar a la similitud de la misma apuntando hacia el Río de la Plata. 
Edificio Bencich (Avenida Córdoba)
Es una de las obras maestras de Le Monnier en el plano de las construcciones residenciales, y tiene una gran complejidad en sus formas y decoración.
Hotel Plaza
Es uno de los edificios más representativos del Buenos Aires de principios de siglo XX en la Argentina. Fue el primer edificio de nueve pisos de Buenos Aires, y el más alto en su momento.
Palacio Haedo
Fue construido en el estilo neorrenacentista italiano que estaba de moda en la segunda mitad del siglo XIX, antes de que se impusiera la influencia francesa, llegando al siglo XX. Poseía su fachada principal mirando a la calle Santa Fe, jerarquizada en las ochavas por torretas asimétricas coronadas con agujas.
Torre Monumental
La altura de la torre es de 60 metros y tiene ocho pisos. A los 45 metros se encuentra un reloj puesto en funcionamiento en 1910 que cuenta con cuatro cuadrantes de 4,4 metros de diámetro. La torre está coronada por una cúpula de forma octogonal cubierta de láminas de cobre y cabriadas de acero sobre cuya cima gira una veleta que representa una fragata de tres mástiles de la época isabelina. 
Estación Retiro Mitre
Retiro-Mitre, o simplemente Retiro, es una de las siete estaciones centrales de ferrocarril de Buenos Aires. Inaugurada en 1915, es la estación terminal del Ferrocarril General Mitre y de la homónima línea Mitre de servicios suburbanos a la zona norte del Gran Buenos Aires. Los interiores, con más de 20.000 m² de cielo raso, fueron revestidos con mayólicas.
Palacio Ortiz Basualdo
Es un exponente de la arquitectura Beaux Arts. Diseñado en 1912 por el arquitecto francés Paul Pater, frente a la plaza Carlos Pellegrini. Es sede de la Embajada de Francia desde 1939.
Centro Naval
Fue proyectado por los arquitectos franceses Jacques Dunant y Gastón Mallet, en fastuoso estilo academicista, y se inauguró en 1914. Tiene un hermoso portal.
Palacio Álzaga Unzué
El Palacio Álzaga Unzué es una de las residencias más imponentes de la aristocracia de comienzos del siglo XX de la ciudad de Buenos Aires.
Palacio Leloir
El Palacio Leloir (o Residencia Leloir) es una mansión de estilo del Academicismo francés con toques Art nouveau que comenzó a construir en 1903 el arquitecto noruego Alejandro Christophersen.
Patio Bullrich
El centro comercial se caracteriza por ser una de las galerías más elegantes de la ciudad de Buenos Aires.
Tienda Harrods
Fue la primera y única sucursal de la tienda inglesa homónima fuera de su país de origen, y abrió en 1914. A pesar de su estirpe anglosajona, fue un símbolo de Buenos Aires. 
Jockey Club
El Jockey Club es un club fundado en 1882 por Carlos Pellegrini y un grupo de "caballeros representativos de la actividad política y económica del país"; uno de los más tradicionales de la Argentina, con prestigio a nivel mundial por su actividad turfística.

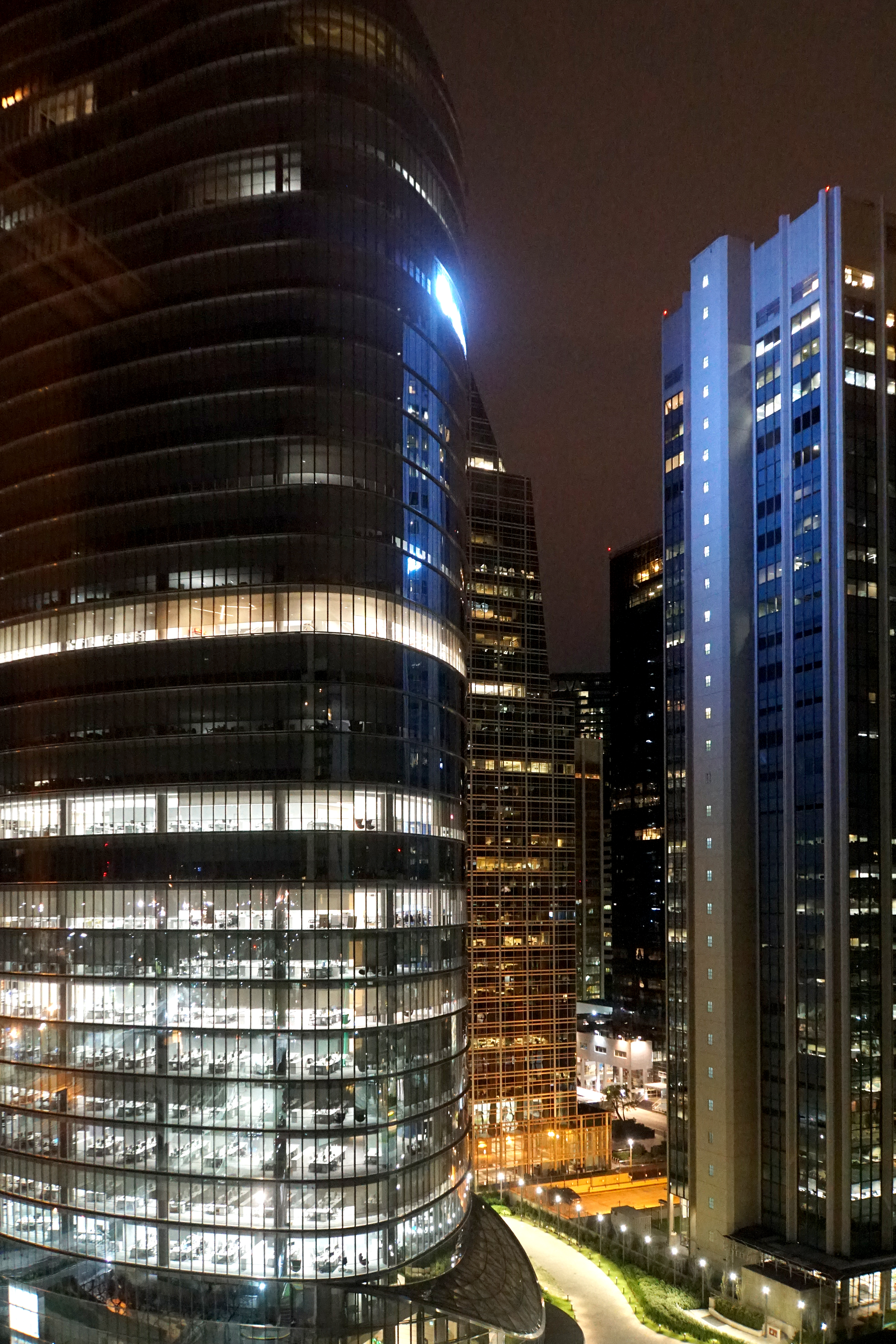
Catalinas Norte
Es un gran complejo de negocios compuesto por nueve torres de oficinas comerciales ocupadas por diversas multinacionales y varios hoteles de lujo.
Edificio Mihanovich
También conocido como Edificio Bencich, actualmente Hotel Sofitel Buenos Aires, es de estilo ecléctico historicista, con fuertes reminiscencias en su cúpula del Mausoleo de Halicarnaso, en Asia Menor.
Residencia Leloir
Es una mansión de estilo del Academicismo francés con toques Art nouveau, que comenzó a construir en 1903 el arquitecto noruego Alejandro Christophersen.
Torre Prourban (el Rulero)
Es un edificio de oficinas que se encuentra en el extremo norte de la Avenida 9 de Julio, junto a la Avenida del Libertador. Fue uno de los edificios emblemáticos de la ciudad a comienzos de la década de 1980, por su inconfundible silueta cilíndrica que le valió el apodo de Rulero.

### Cultura
Teatro Coliseo
Es un tradicional y antiguo teatro argentino, con capacidad para 1700 personas. Una de sus características principales es la de contar con un amplio foso orquestal que lo hace apto para la presentación de óperas.

### Templos
Basílica del Santísimo Sacramento
Está considerada como una de las iglesias más lujosas de la ciudad de Buenos Aires y la elegida para celebrar los casamientos por la alta sociedad porteña. Su arquitectura es armónica y proporcionada, tiene cinco torres, tres en el frente y dos en el ábside.
Basílica de Nuestra Señora del Socorro
Nuestra Señora del Socorro es custodia de magníficos tesoros y obras de arte únicas en el mundo. Los retablos son obras compuestas por tallas escultóricas o cuadros que constituyen la decoración de un altar.
Segunda Iglesia de Cristo Científico
Es un templo protestante de estilo neoclásico georgiano, ideado por los arquitectos Calvo, Jacobs y Giménez e inaugurado en 1929. Tiene veinte metros de frente con el ladrillo como material dominante. Pertenece al patrimonio histórico de la ciudad de Buenos Aires desde el año 2009. Está ubicado en el pasaje Sargento Cabral 847.

### Calles y pasajes
Calle Arroyo
Alberga importantes edificios y joyas arquitectónicas del pasado porteño, palacios señoriales y residencias de estilo francés. 
Pasaje Corina Kavanagh
Una callecita muy angosta que bordea al mítico edificio Kavanagh y que conduce a la Basílica del Santísimo Sacramento.

## Transportes

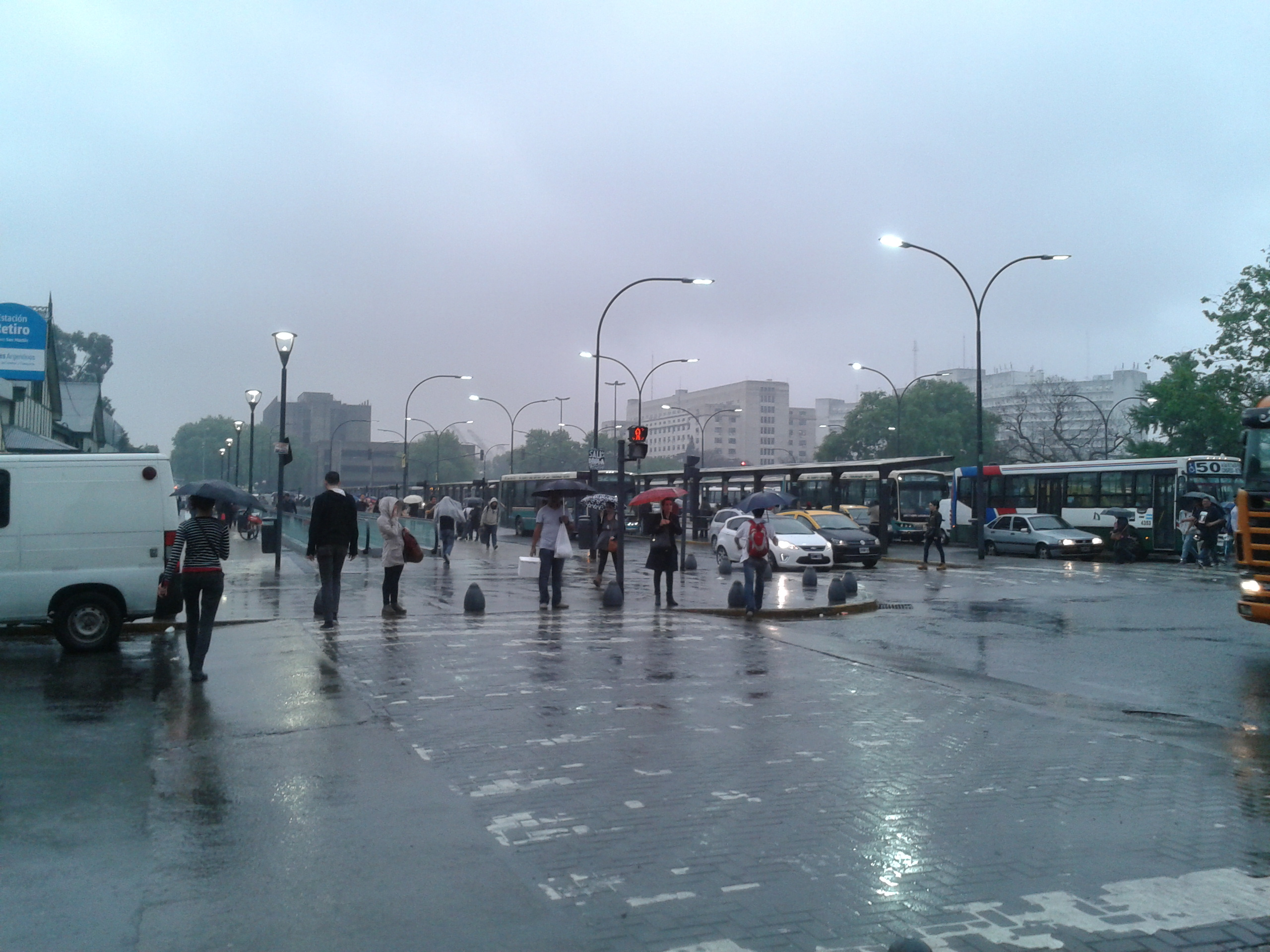
Dársenas de colectivos en Retiro

Es en Retiro donde queda la Estación Terminal de Ómnibus (también llamado micro, ómnibus y autobús) de larga distancia más importante de Buenos Aires; los destinos son variados. 
Las líneas de colectivos que atraviesan este barrio son muchas: 7 8 9 10 17 20 22 23 26 28 33 45 56 59 60 61 62 67 70 75 91 92 93 99 100 101 106 108 109 111 115 126 129 130 132 140 143 150 152 180 194 195
Retiro también es famosa por ser la cabecera del único Puerto de Buenos Aires (que termina a la altura de La Boca). Además de encontrarse barcos de carga, también se encuentra el servicio de pasajeros Buquebus que ofrece varios destinos costeros de la República Oriental del Uruguay.
Es muy importante como zona de trasbordo de pasajeros, puesto que pasan por ella numerosas líneas de colectivos, además de estar localizadas allí tres estaciones terminales de tren (Retiro del FCGBM, FCGB y FCGSM) y la Estación Terminal de Ómnibus.
Retiro es parada obligada de los recorridos turísticos, tanto por la citada Plaza San Martín como por otros monumentos y lugares destacables, como la Torre Monumental (Torre de los Ingleses antes de la guerra de las Malvinas en 1982), el Monumento a los caídos en Malvinas, ubicado en la plaza, el
Monumento al General San Martín ubicado en la parte alta de la plaza, lugar donde las autoridades extranjeras que visitan el país rinden honores al Libertador de los Andes.
Forma parte del barrio la Villa 31, una de las villas miseria más conocidas del país. El lugar había sido erradicado durante la gestión del intendente de facto Osvaldo Cacciatore, designado por la dictadura militar autodenominada Proceso de Reorganización Nacional. Luego, la villa fue reinstalada durante los gobiernos de Raúl Alfonsín y Carlos Saúl Menem, y tuvo un gran aumento en su población durante la primera década del siglo XXI.